# Mercurio Maria Teresi
Mercurio Maria Teresi (Montemaggiore Belsito, 10 oktober 1742 – Monreale, 13 juni 1805) was een prelaat in het koninkrijk Sicilië ten tijde van het Bourbonregime. De aartsbisschoppelijke tronen van Palermo en Monreale die samengevoegd waren, werden voor hem gescheiden: Teresi werd aartsbisschop van Monreale.
Paus Franciscus verklaarde hem in 2021 eerbiedwaardig, doch niet zalig ondanks vier pogingen in het verleden.

## Levensloop
Teresi groeide op in het dorp Montemaggiore Belsito, destijds Montemaggiore geheten. Dit ligt in de metropolitane stad Palermo en in het bisdom Cefalù. Zijn ouders waren Belsito Teresi en Margherita Nasca. Zijn twee ooms Antonino Teresi en Filippo Teresi stimuleerden hem voor het priesterschap in de Roomse Kerk. Na zijn studies bij de jezuïeten in Palermo, in het Collegio Massimo, werd Teresi in 1765 priester gewijd in het bisdom Cefalù. In 1766 trad hij toe tot de jezuïeten doch verliet de orde in 1767 omdat de koning Ferdinand III van Sicilië de jezuïtenorde verdreef uit Napels en Sicilië. Hij keerde terug naar Cefalù waar hij docent werd in het priesterseminarie. 
Twee jaar later verliet Teresi Cefalù (1769). Hij werd een rondtrekkende prediker over heel Sicilië. Hij diende sacramenten toe; zo had hij de kerkelijke bevoegdheid om de biecht te horen bij zowel mannen als vrouwen. Volgens getuigenissen deelde hij aan de armen hij het geld uit dat hij verdiende als prediker. Hij hield enkel wat hij nodig had op zijn tocht. Zijn prediking begeleidde hij met de publicaties van boeken en pamfletten die een morele inhoud hadden. Andere werken van hem waren theologisch van aard, zoals over de Kerkvaders. Zijn bijnaam was later de evangelisator van Sicilië.
In de jaren 1790-1791, een periode waarin vooraanstaande Sicilianen een anti-Bourbon discours aannamen alsook antiklerikale, liberale en revolutionaire ideeën verspreidden, werd Teresi lastiggevallen. Hij moest zich tot in Rome verdedigen. Hij publiceerde zijn zelfverdediging, getiteld L'Autodifesa.
In 1796 eindigde zijn rondtrekkend leven. Teresi werd benoemd tot kanunnik van het kapittel van de kathedraal van Palermo. Een jaar later werd hij tevens pastoor in zijn geboortedorp Montemaggiore. Zijn prediking trok de aandacht van koning Ferdinand III en nog meer van zijn echtgenote Maria Carolina. Deze laatste consulteerde hem meermaals. Teresi werd prediker en biechtvader aan het hof.
In 1802 steunde het koningspaar Teresi voor de benoeming tot aartsbisschop van Monreale. De aartsbisschoppelijke troon was sinds 1776 gefusioneerd met deze van Palermo. Het koningspaar meende dat Teresi wel een afzonderlijk aartsbisdom Monreale mocht krijgen. Teresi was er aartsbisschop van 1802 tot 1805. In deze periode zorgde hij ervoor, met steun van koningin Maria Carolina, dat de jezuïeten konden terugkeren naar Sicilië. Na zijn dood bleef de aartsbisschoppelijke troon van Monreale vacant voor meer dan tien jaar, wegens de oorlogssituatie tussen het koninkrijk Napels-Sicilië en Frankrijk.

## Zaligmakingsprocessen
Na zijn dood werden zijn hart en tong uitgesneden en ten grave gedragen in zijn geboortedorp Montemaggiore; zijn lichaam werd verder begraven in de kathedraal van Monreale.
In 1926 werd zijn stoffelijk overschot overgebracht naar Montemaggiore en samen met hart en tong begraven. Zijn faam als heilige man was zich toen al aan het verspreiden. Driemaal werd een proces tot zaligverklaring gestart: in 1931, 1961 en 1983. Deze leidden naar niets. 
In 2005 startte voor de vierde maal een proces tot zaligverklaring. Dit werd al snel omgeleid naar een erkenning als Eerbiedwaardige. Het proces werd gunstig afgerond in 2021.